# Ignazio Giovanni Cadolini
Ignazio Giovanni Cadolini, italijanski rimskokatoliški duhovnik, škof in kardinal, * 4. november 1794, Cremona, † 11. april 1850.

## Življenjepis
30. maja 1818 je prejel duhovniško posvečenje.
3. julija 1826 je bil imenovan za škofa Cervie; škofovsko posvečenje je prejel 30. oktobra istega leta. 30. septembra 1831 je postal škofa Foligna in 17. decembra naslednje leto pa nadškof Spoleta.
12. februarja 1838 je bil imenovan za naslovnega nadškofa Edessa in Osrhoëne in postavljen za tajnika Kongregacije za propagando vere.
30. januarja 1843 je bil imenovan za nadškofa Ferrare.
27. junija 1843 je bil povzdignjen v kardinala in imenovan za kardinal-duhovnika S. Susanna.